# 林谷珍
林谷珍（1968年12月1日—）為台灣男性配音員、詞曲創作人。

## 人物介紹
- 高中時期與歌手冠華為同班同學，曾一同擔任民歌餐廳駐唱歌手。

## 配音作品
- 主要角色名稱以粗體顯示。
- 以下除另有註記，皆為國語配音。

### 台灣動畫電影
| 播映年份 | 作品名稱             | 配演角色 | 配演語言 | 備註 |
| -------- | -------------------- | -------- | -------- | ---- |
| 2022     | 諸葛四郎－英雄的英雄 | 樵夫     |          |      |

### 台灣遊戲
| 年份 | 遊戲名稱                | 配演角色       | 備註   |
| ---- | ----------------------- | -------------- | ------ |
| 2009 | 火鳳三國Online          | 關羽 馬超 呂布 |        |
| 2011 | 仙劍奇俠傳五            | 玉書 鐵筆      | 台灣版 |
| 2013 | 軒轅劍陸 鳳凌長空千載雲 | 古蜀戰甲師     |        |
| 2015 | 星界神話                | 雷恩 奧姆雷克  | [ 1 ]  |
| 2024 | 九日                    | 神農           |        |

### 中國大陸動畫
| 播映年份 | 作品名稱                | 配演角色                             | 首播平台   | 備註     |
| -------- | ----------------------- | ------------------------------------ | ---------- | -------- |
| 2010     | 西遊記 (2010年電視動畫) | 混世魔王 白龍馬 金狗雲 西海龍王 蟹將 | MY KIDS TV |          |
| 2010     | 果寶特攻                | 瘋清揚 天下無賊 亂臣賊子             | 東森幼幼台 |          |
| 2012     | 甜心格格                | 王坤 風將軍 旺財                     | MOMO親子台 |          |
| 2012     | 喜羊羊與灰太狼          | 灰太狼                               | 中視       | 台語版本 |

### 日本動畫
- 《.hack//Roots（駭客//根源）》：奧阪、庫恩、俵屋、藤太
- 《PEACE MAKER鐵》：山南敬助、近藤勇、原田左之助
- 《飛天小女警Z》：魔人啾啾、數學老師、松原時夫、白金義雄、理科老師、赤堤八三、鋼琴怪、獨角仙怪高加索雷歐、糞太、德川綱吉
- 《Fate/stay night（命運／停駐之夜）》※Animax版本：Lancer、間桐慎二、言峰綺禮、衛宮切嗣
- 《Fate/stay night（命運／停駐之夜）》※衛視中文台版本：Archer、衛宮切嗣、間桐慎二、旁白
- 《Fate/Zero》：衛宮切嗣、Rider、格倫·麥肯齊
- 《飛輪少年》：飯糰
- 《甜蜜聲優》：佃田
- 《黑貓》：利巴、庫利得、傑諾斯、貝爾傑
- 《鋼之鍊金術師》：巴斯克·古蘭
- 《魔法少年賈修》：高嶺清太郎、小馬怪、黃雷、季多、勝利V老大
- 《小小備長炭》：所有男性配角
- 《東京地底奇兵》：羅
- 《銀河天使》：部份男性配角
- 《BLEACH》：茶渡泰虎、阿散井戀次、握菱鐵裁、淺野啟吾、唐·觀音寺、四楓院夜一（貓）、吉良井鶴、東仙要、斑目一角、涅繭利、浮竹十四郎、鳳橋樓十郎、諾伊特拉‧吉爾加、牙密‧里亞爾戈
  - 《BLEACH 千年血戰篇》：茶渡泰虎
- 《龍王傳說》：亂星、佐助（小修父）、J2、烈焰龍、迪諾父
- 《怪醫黑傑克21》：梅旭齋哲
- 《美鳥伴身邊》：高見澤修一
- 《薔薇少女 ～序曲～》：白崎、拉普拉斯之魔、莎拉父
- 《獸王星》：（三頭目）
- 《絢爛舞踏祭》：夜弭·亞利安、波波得
- 《北斗神拳》：拉歐（拳王）、猶大、高更、傑伊、希恩
- 《音速小子X》：蛋頭博士、杰拉德教授、影子、比谷、貝克達
- 《御行者》：傑耐斯、倪爾吉斯
- 《棒球大聯盟》：間本教練（第一季）
- 《舞-HiME》：楯佑一、炎、迫水開治
- 《少年冒險王》：魔賓館長-夏基、古里尼迪
- 《極速方程式》：志波龍、平茂雄
- 《洛克人EXE Stream》：卡尼爾、野獸人、影像人、武士人、土門凱、迪卡歐、查理、氣力人、電擊伯爵、電擊人
- 《王牌投手 振臂高揮》※Animax版本：榛名元希、叶修悟、榮口勇人、水谷文貴
- 《童話槍手小紅帽》：巴爾、傑德、拉路可
- 《小甜甜》※DVD版本：阿利巴、小迪
- 《守護甜心》：月詠幾斗、武藏、天河司、星名一臣、彌耶的父親、九九、璃茉的父親
- 《今日大魔王》：關德爾、約薩克、涉谷勝馬、阿塔貝魯特
- 《網球王子特別篇-夢想的重點：全國大賽最終章》：比嘉國中網球社社員 ※客串第3集
- 《彩雲國物語》：鄭悠舜（重配版）
- 《大嘴鳥》：梅可樂、芋頭爺爺、唐恩·吉羅利、羅肯、威風警官、大嘴鳥爺爺、旁白
- 《數碼寶貝拯救隊》：薩摩廉太郎、亞古獸（進化後）、迦奧獸、水銀獸
- 《花田少年史》※國語版本：花田德路郎、織田學、春彥的父親、天邪鬼、緣切山的住持
- 《愛的小婦人物語》：弗雷德里克·馬區、卡爾·布魯克
- 《格鬥美神 武龍》：毛混

2005年
- 《真珠美人魚》：天城理人、凱特、司柏魯、真木、大地、理人的父親、理查、石橋裕也、阿良、新郎A、渡邊、太刀二郎、葛里歐斯、海豬、染五郎、油輪作業員

2007年
- 《忍者亂太郎》※華視/Animax版本：小松田秀作

2009年
- 《天元突破 紅蓮螺巖》：喬、達雅卡、奇坦、馬堅、巴林波、鐵罐、基米花、斯多曼都、安基斯拜拉爾
- 《羅密歐的藍天》※TVBS-G版本：羅西師父、貝納里沃、塔奇歐尼、福斯蒂諾、馬契羅·羅西
- 《創聖機械天使》：皮耶·維埃拉、托瑪·愛帕諾爾特
- 《戀愛占卜師》：神崎餃子、神崎月餅、品川大輔、月丘艾迪'
- 《寶石寵物》：帶刀啟吾、朝岡裕次郎、大王

2010年
- 《S·A特優生》：辻龍、筧肇
- 《北斗神拳－天之霸王》：羅王
- 《惡作劇之吻》：相原重雄、須藤前輩
- 《鋼之鍊金術師BROTHERHOOD》：艾薩克·馬可度加魯、巴斯古·古蘭、席古·卡迪斯
- 《彩雲國物語2》：茈靜蘭、浪燕青、公孫、羽羽、榛淵西、黑燿世

2011年
- 《惡魔奶爸》：亞蘭德隆（ep.53-60）、東條英虎（ep.60）、高島學長、新庄‧亞力士、鬼塚雲昇、蓮井管家、貝黑莫德、巴吉力斯庫、奧多奈爾
- 《蒼天航路》：張飛、曹洪、董卓、袁術、旁白
- 《寶石寵物 閃亮魔法學園》：雷恩、莫魯塔貝多校長、薩魯夫老師、泉之龍、櫻晃、迪安、艾亞魔筆、籃球隊隊長、籃球隊副隊長、住田、片岡、塔塔、阿科爾、磨菇一族的國王、艾靈基大臣、大王、尤克、嘉斯巴
- 《戰國BASARA》：武田信玄、前田利家、松永久秀、竹中半兵衛（2011-2012共二季）
- 《惡作劇之吻》：相原重雄、須藤前輩

2012年
- 《獵人（新版）》※ep.26後：西索、桀諾·揍敵客、磊札、芭蕉、窩金、巴拉、孟徒徒尤匹、萊特·諾斯拉、諾布、拉摩多、旁白
- 《閃亮雙胞胎》：魚餐廳老闆、肉店老闆
- 《美食獵人TORIKO》：第一代梅爾克、歐邦

2013年
- 《K》：伏見猿比古、周防尊、比水流（2013-2016共二季）
- 《笨蛋，測驗，召喚獸》：坂本雄二、西村宗一、夏川俊平、須川亮、黑崎徹
- 《刀劍神域》：哥德夫利、西田、影宗、吉塔克斯、須鄉
- 《Battle Spirits Brave（少年勇者）》：酷拉其·雷、暴將迪克、黑暗的札吉、武將梅達魯、羽翼伊歐拉斯
- 《冰菓》：遠垣內將司、海藤武雄、羽場智博、田名邊治朗
- 《韋馱天翔》：呆助

- 《聖鬥士星矢Ω》：榮斗、伊甸、邁錫尼、米蓋爾、射手座星矢（ep29後）、天秤座紫龍

2014年
- 《革命機Valvrave》：山田雷藏、阿德萊伊、凱恩、連坊小路聰見
- 《噬血狂襲》：矢瀨基樹、克里斯多福·賈德修、洛·霧島、特畢亞斯·加坎、絃神冥駕、奇力加·基利卡、天塚汞、久須木和臣（2014-2018含電視版、OVA系列）
- 《酷妹當家》※迪士尼頻道版本：旁白、直樹龍之介、小錦
- 《TIGER & BUNNY》：搖滾野牛／安東尼奧·洛佩斯
- 《浪客劍心》※東森電影版本（新京都篇）：相樂左之助、比古清十郎、魚沼宇水、澤下條張、柏崎念至

- 《戰鬥飛輪 - 超激戰》：瑞奇·吉歐斯、風雲、多曼尼、大尊、旁白

2015年
- 《排球少年！！》：澤村大地、山口忠、及川徹、黑尾鐵朗、金田一勇太郎、貓又育史、追分拓朗
- 《戰鬥飛輪：機械陀螺》：柯維·賀恩、奧丁、捷安提、ep.1 大會播報員

2016年
- 《我的英雄學院》※Animax版本：歐爾麥特/八木俊典、英雄殺手污點（2016-2017現僅二季）

2017年
- 《鎖鏈戰記 赫克瑟塔斯之光》：黑之王、達斯丁
- 《戰鬥陀螺 爆烈世代》：黃山亂太郎、旁白
- 《最遊記RELOAD BLAST》：沙悟淨
- 《JoJo的奇妙冒險 星塵遠征軍》：穆罕默德·阿布德爾、冒牌提尼爾船長、詛咒的迪波、拉伐索爾、ZZ、歐因哥、阿努比斯、阿雷西、理髮店老闆康、達倫斯·T·達比、呆頭鵝、威爾森·菲利浦斯

2018年
- 《歡迎來到實力至上主義的教室》：須藤健、葛城康平、神崎隆二、幸村輝彥、外村秀雄、石崎大地、山田阿爾貝特、金田悟、綾小路老師
- 《寶石之國》：金剛老師
- 《UQ HOLDER！悠久持有者！》：重力劍、No.6 真壁源五郎、灰斗、牛冷娑婆、阿斯拉·祖、納吉·史普林菲爾德

2019年
- 《魔導少年 最終章》：戈吉爾·雷德福克斯、利昂·巴斯提亞、羅格·錢尼、蛇鬼之鰭頭領、亞洛克、旁白
- 《刀劍神域Alicization》：屋卡奇
- 《妖怪手錶 光影之卷》：不動明王、不動明王小子、朱雀、青龍、空亡、空天、滑瓢、大蛇、冬馬爸爸、機器喵DoubleO、熱血獅、亡靈番長(健二)、可惜男(寸胴丸)、狗頭人(拉奇)
- 《逆轉裁判》(第二季)：尾並田美散
- 《炎炎消防隊》（全兩季）：秋樽櫻備、李奧納多·班茲、透岸理、哈蘭、福萊魯、吉祥物小守、帕特·柯·帕恩、山豬、八咫、萊弗士三世

2020年
- 《鬼滅之刃》：桑島慈悟郎、蜘蛛鬼父親、鬼殺隊員
- 《溫泉屋小女將》 ：蓑田康之介、神田幸水、稻田、蔡志豪、藤原 ※台語版
- 《錢進球場》：田邊教練、德永先生、樹六破、土井選手、狂野者的教練、箕川昇、牧場春彥、關谷雅光、東光淳次、平川、栗城里志、萩原、秋葉、WILD ONES教練、是川、神野次郎
- 《黃金神威》（全三季）：杉元佐一、鯉登平二、瓦西里、小宮幾太郎、鈴川聖弘、賢吉的父親、花澤幸次郎、花澤勇作
- 《為了女兒，我說不定連魔王都能幹掉。》：肯尼斯·古倫格、博斯科、藍道夫、艾爾迪修提多公爵、柯爾奈略
- 《Re:從零開始的異世界生活》：威爾海姆·范·阿斯特雷亞、羅姆爺／克羅姆威爾、阿爾迪巴蘭、卡繆魯吉烏斯、菜月賢一
- 《伊藤潤二驚選集》：雙一、山田、向田哲郎、教師、夕子的爸爸、英夫、浩史的爸爸、阿誠的爸爸、彩子的爸爸、祖先們、馬戲團團長、森光夫、五郎的同學、上班族、錦五郎、亡靈們、北川清、男同學、醫生
- 《虛構推理》：寺田德之助、落敗武士幽靈、櫻川家當家、開頭妖怪聲音、治療琴子的醫生B、發現花凜屍體的老人、談論傳言的人、刑警、治療六花的醫生A、匿名用戶C、虛構幫手

2021年
- 《出租女友》：木部芳秋、木之下和男、牛出博、衝浪者、出租女友客戶、搭訕小墨的男人
- 《達爾文遊戲》：王、Game Master、濱田、D遊戲語音、血盟三兄妹（大哥）、其他ACE成員
- 《忍者亂太郎》※木棉花版本：土井半助、豬名寺平之介、新兵衛的父親

2022年
- 《無職轉生～到了異世界就拿出真本事～》：瑞傑路德·斯佩路迪亞、紹羅斯·伯雷亞斯·格雷拉特、「甲龍王」佩爾基烏斯·朵拉、布雷茲
- 《前輩有夠煩》：部長

### 歐美動畫
- 《少年悍將》：鋼骨
- 《少年悍將 GO！》：鋼骨
- 《Ben 10》：四手霸王、鬼影
- 《Ben 10 外星英雄》：鬼影、轟天雷
- 《Q版大英雄》：金剛狼、洛奇
- 《海綿寶寶》：部分男性過場角色（ep.46－50）
- 《趣怪守護仙》：克洛克老師（前期）
- 《變形金剛進化版》：巡弋者、長臂至尊、重裝、音波、波特·C·鮑威爾
- 《變形金剛：領袖之證》：密卡登、飛輪、擊破
- 《復仇者 蓋世英雄》：螞蟻人、魔多客、引力王
- 《天兵公園》：尚青、棒棒爺
- 《全新忍者龜》：皮頭、狗拳/克里斯貝福、搖滾萬歲（慢拍搖滾）/伊凡史登可、克朗副尊
- 《叔比狗神秘檔案》：叔比
- 《馴龍高手》：大塊頭史圖伊克
- 《小孩大聯盟》：零號小孩
- 《天才阿公》：恐鏘龍
- 《辛普森家庭》：荷熊·辛普森、莫少蔥、莫那、西蒙·喜金捏
- 《芭比之夢想屋大冒險》：莫頓萊斯
- 《聖提亞哥的海洋冒險》：牛奶糖爵士、外公
- 《無限可能：假如…？》：觀察者、帝查拉、星爵

### 韓國動畫
- 《奇幻寶貝》：彭爺、巴貝伯、凱揚

### 特攝片
- 《超力戰隊王連者 王連VS隱連者》：自來也、皇帝•巴卡斯芬特
- 《忍風戰隊破裏劍者》：霞一甲、日向無限齋、丘諸卜、薩卡胤、撒塔拉庫拉
- 《魔法戰隊魔法連者》：小津蒔人、光、史魔奇、斯萊普尼爾、布蘭肯
- 《魔法戰隊魔法連者VS刑事連者》：光、史魔奇、冥獸人•魔人阿波羅斯、類酒星人•龐波
- 《假面騎士電王》：齊格
- 《劇場版 假面騎士KIVA 魔界城之王》：次狼、石像鬼傳說偶獸、足球部員、三條刑務官
- 《119特警隊：打火英雄》：航淳、大河陸、刑部零次、火焰魔王
- 《平成騎士對昭和騎士 假面騎士大戰 feat.超級戰隊》：葛葉紘汰
- 《假面騎士Drive》：腰帶先生/克里姆·施丹柏特、本願寺純、真影壯一

### 日劇
- 《冷暖人間》：山下健治
- 《多謝款待》：卯野大五
- 《沖繩料理店》：旁白

### 韓劇
- 《我的女友是九尾狐》：潘斗弘
- 《巨人》：朴少泰[2]
- 《2013麻辣一班》：朴洪秀、卞基德、嚴大雄、趙奉秀
- 《沒關係，是愛情啊》：朴曉光、張宰範、崔宇
- 《我們可以結婚嗎》：張民豪、全祥振
- 《王的面孔》：許筠、李山海、白景、高山、鄭汝立、武哲
- 《龍八夷》：高成勛
- 《女王之花》：朴明俊
- 《Signal信號》：安治秀
- 《最佳戀人》：崔奎燦、白民錫

### 美劇
| 播映年份 | 作品名稱   | 配演角色    | 角色演員  | 首播平台   | 備註 |
| -------- | ---------- | ----------- | --------- | ---------- | ---- |
| 2009     | 加油！桑妮 | 格萊迪·麥可 | 道格·布羅 | 迪士尼頻道 |      |

### 日本動畫電影
- 《蠟筆小新：不理不理王國的秘寶》：阿那康達伯爵
- 《蠟筆小新：B級美食大逃亡》：橫綱的鵝肝錦、牛排騎士
- 《河童之夏》：大叔
- 《跳躍吧！時空少女》：津田功介
- 《夏日大作戰》：陣內萬助
- 《川之光》：父親
- 《歡迎光臨宇宙秀》：尼波、戈巴
- 《追逐繁星的孩子》：森崎龍司
- 《死神劇場版：無人的記憶》：茶渡泰虎、阿散井戀次、浮竹十四郎
- 《七龍珠Z 神與神》：比魯斯、比克、神龍
- 《七龍珠Z 復活的「F」 》：比魯斯、比克、神龍、希索米
- 《甲蟲王者 邁向偉大的三冠王之路》：黑博士
- 《神奇寶貝劇場版：雪拉比 穿梭時空的相遇》：比夏斯
- 《神奇寶貝劇場版：光環的超魔神 胡帕》：胡帕（解放的樣子）、巴爾札和梅雅利的祖父
- 《聲之形》：島田一旗、竹內、石田佩多羅
- 《THE FIRST SLAM DUNK》：赤木剛憲

### 歐美動畫電影
- 《衝浪季節》：坦克
- 《公主與青蛙》：阿盧
- 《原子小金剛》：比爾·天馬博士
- 《食破天驚》：提姆·拉伍
- 《食破天驚2》：提姆·拉伍
- 《捍衛聯盟》：復活節兔子
- 《功夫熊貓2》：風暴鐵牛俠
- 《馴龍高手》：大塊頭史圖伊克
- 《馴龍高手2》：大塊頭史圖伊克
- 《恐龍當家》：暴龍士官長
- 《大英雄天團》：阿山哥、將軍、警察
- 《動物方城市》：蠻牛局長
- 《寵物當家》：公爵
- 《可可夜總會》：恩尼托·德拉古司、齊恰龍
- 《馴龍高手3》：大塊頭史圖伊克
- 《無敵破壞王2：網路大暴走》：破壞王雷夫
- 《靈魂急轉彎》：喬賈德納
- 《蜘蛛人：新宇宙》：綠惡魔、墓碑
- 《冰龍傳說》：尼可萊

### 海外電影
- 《賭博默示錄》電影版：伊藤開司
- 《哈利波特》系列：金利

### 海外遊戲
| 年份 | 遊戲名稱 | 配演角色 | 備註  |
| ---- | -------- | -------- | ----- |
| 2014 | 戰龍兵團 |          |       |
| 2017 | 鎮魔曲   | 龍將     | [ 3 ] |

- 《真·三國無雙2》：孟獲、典韋
- 《暗黑破壞神II：獄火重生》：野蠻人
- 《暗黑破壞神III》：野蠻人（男）、英普瑞斯
- 《魔獸世界》：吉恩·葛雷邁恩
- ：阿巴瑟
- ：亞坦尼斯、亞拉瑞克、歐洛斯
- 《鬥陣特攻》：死神
- 《極地戰嚎6》：胡安
- 《薑餅人王國》：肌肉餅乾

## 詞曲創作

### 作詞作曲
- 黃名偉《有夢就會有天堂》
- 黃名偉《逃亡》
- 崇基崇德《終於》

### 作曲
- 黃名偉《愛讓我受了創》
- 周偉傑《情深愛薄》
- 周偉傑《下場》

### 作詞
- 劉純如《算了吧！愛情》